# Beowulf: los monstruos y los críticos
«Beowulf: los monstruos y los críticos» es una conferencia dada el 25 de noviembre de 1936 por el escritor británico J. R. R. Tolkien sobre la crítica literaria del poema épico en inglés antiguo Beowulf. Su texto fue publicado como ensayo originalmente aquel mismo año en la revista Proceedings of the British Academy, y desde entonces ha sido reimpresa en multitud de ocasiones, habitualmente en recopilaciones de trabajos filológicos del autor. Se puede destacar entre ellas el libro Los monstruos y los críticos y otros ensayos (1983), una recopilación de ensayos lingüísticos y literarios de Tolkien, editada por su hijo Christopher.
Este texto se considera un elemento fundamental en los estudios modernos sobre Beowulf. En esta charla, Tolkien se despacha contra los críticos que obvian los elementos fantásticos del poema (como Grendel y el dragón) para emplear Beowulf meramente como fuente histórica del pueblo anglosajón. Tolkien argumenta que más que ser simplemente extraños, estos elementos son la clave de la narración y deben ser el foco de su estudio. Haciéndolo, prestó atención a los valores literarios del poema, y argumentó que debía ser estudiado como una obra de arte, y no como un simple documento histórico. Críticos posteriores de la misma opinión en este punto le han citado de manera rutinaria para defender sus argumentos.
Este texto sigue siendo una fuente habitual para estudiantes y estudiosos de Beowulf, y fue elogiado por Seamus Heaney en la introducción a su traducción del poema. Bruce Mitchell y Fred C. Robinson lo llaman en su libro Beowulf, an Edition (1998) «la más influyente crítica literaria sobre el poema jamás escrita». El texto también alumbra muchas de las ideas tolkienianas sobre la literatura en general, y es una fuente esencial para los que pretenden entender su obra.
La conferencia está basada en otras más amplias, plasmadas en dos versiones manuscritas, que han sido publicadas en conjunto con el título Beowulf and the Critics by J. R. R. Tolkien (2002), en una edición a cargo de Michael D. C. Drout.

## Ediciones
En una lista incompleta: 
- Tolkien, J. R. R. (1936). «Beowulf: The Monsters and the Critics». Proceedings of the British Academy (en inglés) (22): 245-95. Archivado desde el original el 31 de marzo de 2010. Consultado el 4 de junio de 2010.
- Tolkien, J. R. R. (1963). «Beowulf: The Monsters and the Critics».  En Lewis E. Nicholson, ed. An Anthology of Beowulf Criticism (en inglés). Notre Dame: University of Notre Dame Press. ISBN 0-268-00006-9.
- Tolkien, J. R. R. (1983). «Beowulf: The Monsters and the Critics».  En Christopher Tolkien, ed. The Monsters and the Critics (en inglés). Londres: George Allen & Unwin. ISBN 0-0480-9019-0.
- Tolkien, J. R. R. (1998). «Beowulf: los monstruos y los críticos».  En Christopher Tolkien, ed. Los monstruos y los críticos y otros ensayos. Barcelona: Ediciones Minotauro. ISBN 84-450-7097-5.

- Datos: Q330286